# Chorion
Il Chorion è quello che viene definito come casale o villaggio durante l'impero bizantino. La biblioteca Marciana lo definisce come un villaggio dove le persone vivono insieme e dove le abitazioni sono situate in prossimità l'una con l'altra. Altri testi dell'epoca aggiungono inoltre che il chorion è circondato da terra coltivabile, terra incoltra e boschi.
Veniva considerata una entità giuridica e il livello base con in sui si raggruppano le entrate fiscali.
La sua comunità stabilisce i beni comuni a disposizione dei membri.
Di solito la popolazione del chorion è composta da contadini, piccoli proprietari terrieri, braccianti, schiavi e talvolta di stratioti.
L'agridion è invece un insediamento dipendente anche fiscalmente dal chorion e sito su terre incolte.